# 장도윤
장도윤(1995년 8월 31일 ~ )은 대한민국의 배우이다.

## 학력
- 청룡초등학교 (졸업)
- 금정중학교 (졸업)
- 서울공연예술고등학교 연기예술과 (졸업)

## 출연 작품

### 영화
- 《사랑하기 때문에》 (2017) - 요셉 역
- 《히야》 (2016) - 이호원 역

### 텔레비전 드라마
- 《드라마 스페셜 - Happy! 로즈데이》 (2013) - 진호 역
- 《울지 않는 새》 (2015) - 오민기 역
- 《부탁해요, 엄마》 (2015-2016) - 박승완 역
- 《꽃가족》 (2016) - 독고모란 역
- 《천상의 약속》 (2016) - 어린 박휘경 역 (1~5화)
- 《혼술남녀》 (2016) - 부산황정고 동창생 (1반) 역 (14회 카메오)
- 《핀란드 파파》 (2023) - 토토 역

### 텔레비전 프로그램
- 《SNL 코리아 8》 (2016) - 고정 크루
- 《SNL 코리아 9》 (2017) - 고정 크루

## 수상
- 2017년 대한민국문화연예대상 예능부문 남자 신인상